# Blue Skies (musikalbum)
Blue Skies från 1988 är den amerikanska jazzsångaren Cassandra Wilsons tredje studioalbum med tolkningar av tio jazzstandards.

## Låtlista
1. Shall We Dance (Richard Rodgers/Oscar Hammerstein) – 7:21
2. Polka Dots and Moonbeams (Jimmy Van Heusen/Johnny Burke) – 5:46
3. I've Grown Accustomed to His Face (Frederick Loewe/Alan Jay Lerner) – 5:16
4. I Didn't Know What Time It Was (Richard Rodgers/Lorenz Hart) – 4:51
5. Gee, Baby, Ain't I Good to You (Don Redman/Andy Razaf) – 5:04
6. I’m Old Fashioned (Jerome Kern/Johnny Mercer) – 3:03
7. Sweet Lorraine (Clifford Burwell/Mitchell Parish) – 5:32
8. My One and Only Love (Guy Wood/Robert Mellin) – 6:03
9. Autumn Nocturne (Josef Myrow/Kim Gannon) – 5:01
10. Blue Skies (Irving Berlin) – 3:08

## Medverkande
- Cassandra Wilson – sång
- Mulgrew Miller – piano
- Lonnie Plaxico – bas
- Terri Lyne Carrington – trummor